# Made in Sweden

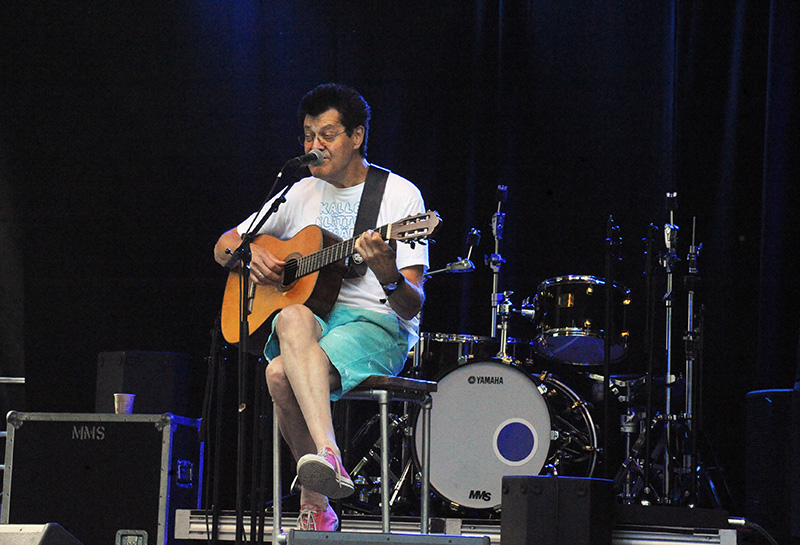
Georg Wadenius (2014)

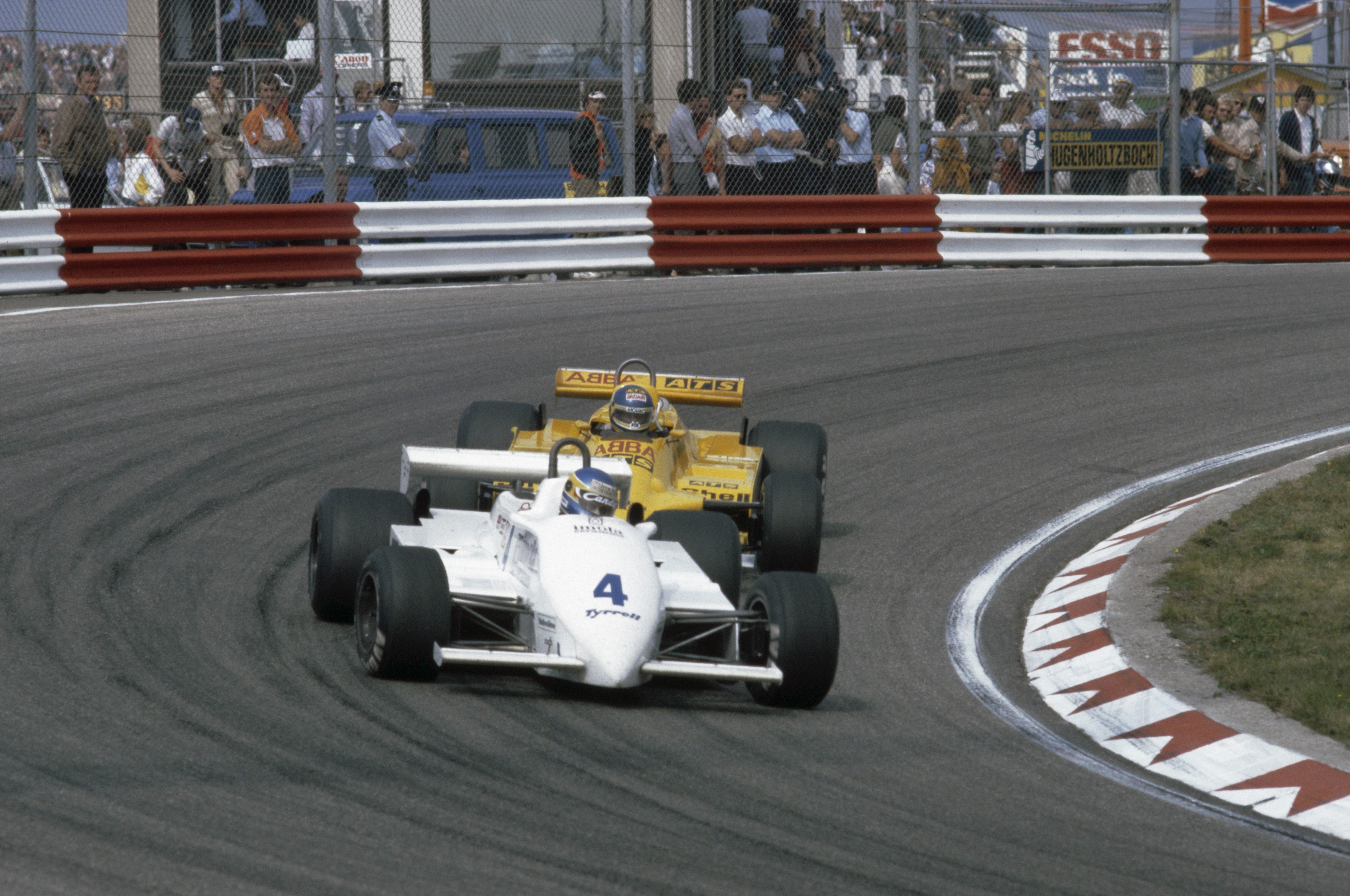
Borgudd (achter) op het Circuit van Zandvoort (1981)

Made in Sweden was een Zweedse muziekgroep uit de periode 1968 tot 1976. Hun niche was fusion.
De band startte in de jaren zestig in een opbloeiende muziekwereld in Zweden. Allerlei bandjes zagen het levenslicht maar gingen net zo snel weer ten onder. Voorbeelden zijn de Lea Riders Group en Grapes of Wrath. Een jonge Janne Schaffer speelde gitaar en werd later bekend als gitarist van ABBA. Made in Sweden begon als een trio bestaande uit Georg Wadenius (gitaar, zang vanuit eerder genoemde bands), Bosse Häggström (basgitaar) en Tommy Borgudd (drumstel). Alle drie komende vanuit de Lea Riders Group begonnen ze als bandje ter begeleiding van een schoolvoorstelling, waarop Borgudd een aantal optredens weet te regelen in Spanje. Ze spelen er voornamelijk covers. Eenmaal terug in Zweden bedenkt Yngve Sohler (ook al vanuit Lea Riders Group) de naam, alsmede het logo voor hun albums. Er volgde een reeks concerten in Gyllene Cirkeln (Gouden cirkel) een jazzclub in Stockholm, ze werden er een soort huisband (naast optredens op scholen). Sonet Records bood hun een platencontract aan en hun eerste album Made in Sweden (with love) won een Grammy Award, verkoop circa 10.000 exemplaren. Made in Sweden op plaat klonk anders dan Made in Sweden op podium. De eerste band liet gecomponeerde muziek horen, de tweede improviseerde veelvuldig. Hoogtepunt destijds was een optreden in het voorprogramma van Frank Zappa op 1 oktober 1968.
Na het livealbum Live! At the Golden Circle en studioalbum Made in Sweden kwam een eind aan de band. Muzikale meningsverschillen en onvoldoende inkomsten (de accountant ging er met het geld vandoor) werden later als redenen opgegeven  Wadenius ging voor een internationale loopbaan; hij werd eerst basgitarist eerst bij Solar Plexus en vanaf 1972 bij Blood, Sweat and Tears. Van Borgudd werd gezegd dat hij gevraagd werd door Ekseption, maar hij weigerde; hij was en werd autocoureur. In 1975/1976 kende de band een kleine opleving. Wadenius verzamelde een andere band om zich heen, de muziek verschilde nogal van de oorspronkelijke opzet. Na een jaar ging die band ter ziele.

## Leden
- Georg Wadenius - gitaar, piano, orgel (eerste en tweede versie)
- Bosse Häggström – basgitaar, piano, orgel (eerste versie)
- Tommy Borgudd – drumstel (eerste versie)
- Tommy Körberg – zang (tweede versie)
- Wlodek Gulgowski – toetsinstrumenten (tweede versie)
- Pekka Pohjola – basgitaar (tweede versie)
- Vesa Aaltonen – drumstel

## Discografie

### Albums
- 1968: Made in Sweden (with love)
- 1969: Snakes in a hole
- 1970: Live! At the Golden Circle
- 1970: Made in England
- 1970: Regnbågslandet
- 1971: Best of Made in Sweden
- 1976: Where do we begin

#### Snakes in a hole
Snakes in a hole werd opgenomen in geluidsstudio’s in Denemarken en Zweden. Onder leiding van  geluidstechnicus Philip Voss werd gebruik gemaakt van zijn nieuwe studio. Als musicus werd de Deense jazzviolist Svend Asmussen ingeschakeld. Het album werd gestoken in een ontwerp van Ardy Stüwer, een Zweeds kunstenaar geboren in Nederlands-Indië. Het originele album bevatte zeven tracks: 1:Snakes in a hole (Wadenius, Borgudd), 2: Lay lady lay (Bob Dylan), 3: Discoteque people (Wadenius), 4: Give me whisky (Made in Sweden met Rolf Wallis), 5: Kristallen den grymma (volksmuziek, Wadenius), 6: Little cloud (Wadenius, Wallis), 7: Big cloud (Made in Sweden)  

#### Live! At the Golden Circle
Het album bevat liveopnamen opgenomen tijdens drie concerten op 10, 12 en 13 februari 1970 in genoemde jazzclub. De concerten werden aangepast aan de vierkanaals bandrecorder waarmee de muziek werd opgenomen (spoelen moesten gewisseld worden). Uit de negen sets (drie per avond) werden vijf nummers op elpee gezet. Wanneer de compact discrelease wordt voorbereid worden de originele opnamen teruggevonden en kon een andere keus gemaakt worden, behalve Peter Gunn, dat zowel op elpee als cd werd uitgegeven. De samenstellers verkozen ervoor de zanger Tommy Körberg, die op 10 en 12 februari meezong, buiten de cd te houden om meer het originele Made in Sweden te laten horen. Wel is op de tracks Three blind mice en A day in the life percussionist Rebop Kwaaku Baah te horen. 
Tracks cd (Sonet/Universal 016424-2): 1: Introductie door muziekproducent Rolf Wallis, 2: Get out of my life woman (Allen Toussaint), 3: Kristallen den grymma (volksmuziek, arr Wadenius), 4: Saucery (Charles Lloyd), 5: Mercy, mercy (Joe Zawinul, G. Levy, V.Levy), 6: /A day in the life (John Lennon, Paul McCartney), 7: Thoughts and comments (Wadenius), 8: Three blind mice (Sombreo Sam), 9: Jive Samba (Nat Adderley), 10: Peter Gunn (Henry Mancini).

#### Made in England
Made in Sweden toerde in die dagen in het Verenigd Koninkrijk. Daarbij kwamen wel leden van Colosseum kijken. Tony Reeves vond de band dermate goed dat hij muziekproducent werd van die enige door de band in Engeland opgenomen album. Bijkomstig was dat het platenlabel Sonet Records een filiaal in Londen wilde opnemen.  De band zou zich in de nasleep van het album, opgenomen in de Pye Studios en Olympic Studios en in Engeland de titel Mad river meekreeg, opheffen.
Tracks: 1: Winter’s bummer (Wadenius, Susie Heine), 2: You can’t go home (Wadenius, Heine), 3: Mad River (Wadenius, Heine, arrangement Neil Ardley), 4: Roundabout (Häggström, Wadenius, Borgudd, Heine), 5: Chicago, mon amour (Wadenius, Heine arrangement Tony Reeves en Neil Ardley), 6: Love samba (Häggström, Borgudd), 7: Blind Willie (Häggström, Wadenius, Heine, arrangement Neil Ardley), 8. Little cloud (Wadenius, Wallis)

### Singles
- 1969: I don’t care/Sunset
- 1969: I don’t care/Lay lady lay
- 1976: Pop-poem/Manhattan vibes